# Arthropleura
Arthropleura é um género extinto de artrópodes do período Carbonífero.

## Caraterísticas
Arthropleura teve uns 2,6 metros de comprimento relativo a centopeias e diplópodes, nativas do Período Carbonífero no que é agora o nordeste da América do Norte e Escócia. Foi a maior centopeia já conhecida de todos os tempos e pensa-se que tivesse poucos predadores.

## Nutrição

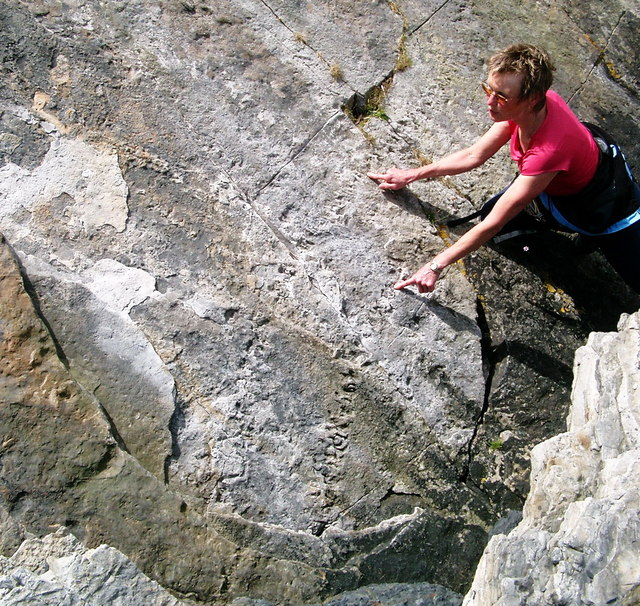
Fóssil de Arthropleura na Escócia.

O que a Arthropleura comia é um assunto de debate entre os cientistas, como nenhum dos fósseis tem a boca preservada. No entanto, é razoavelmente certo de que ela teria tido um forte e poderoso conjunto de mandíbulas. Baseado nesta teoria, costuma-se dizer que a Arthropleura era carnívora, mas recentemente foram descobertos fósseis com pólen no intestino, sugerindo que a criatura comia plantas. É possível que as espécies menores eram herbívoras, enquanto os maiores eram carnívoros, utilizando as suas garras para cortar a vegetação, bem como para caçar pequenos animais e insectos. Estima-se que a média Arthropleura poderia ter comido o seu caminho através da vegetação comendo uma tonelada por ano.
Este artrópode era muito provavelmente um membro dos milípedes, com 32 segmentos corporais, cada um par de pernas cada. Até agora, apenas é conhecida a enxúvia fossilizada, isto é, a pele resultante da muda (ectise), pelo que os órgãos da boca não se encontram preservados. Por esta razão, ainda não se sabe se o Arthropleura era carnívoro ou herbívoro.

## Locomoção
Pegadas de Arthropleura fossilizados foram encontrados em muitos lugares. Estes aparecem como longas filas paralelas de pequenas estampas, que mostram que avançou rapidamente em todo o chão da floresta, andando em zig zag para evitar obstáculos, tais como árvores e pedras. Quando se deslocam com velocidade, o seu corpo estica-se e tornam-se mais longos, dando-lhe um tronco maior de comprimento e assim permitindo andar mais rápido. Tal como ela se moveu á volta de obstáculos, a Arthropleura teria roçado contra muitos tipos diferentes de plantas, e pode ter ajudado a floresta a se reproduzir, deslocando pólen ou esporos sobre outro local. E também pensa-se que a Arthropleura era capaz de viajar debaixo de água, e que ela pode ter nadado em lagos e rios, a fim de perder a sua casca. Isto a teria tornado vulnerável a ataques de grandes peixes e anfíbios. Em terra um adulto Arthropleura teria poucos inimigos.

## Aparecimento e desaparecimento
A Arthropleura evoluiu de crustáceo, como os antepassados no Carbonífero, e foi capaz de crescer mais do que os modernos artrópodes, em parte devido à alta percentagem de oxigênio na atmosfera da Terra nesse momento, e devido à falta de grandes terrestres vertebrados predadores. Faixas fósseis de um artrópode que data ao Silúrico(português europeu e Siluriano em português brasileiro), às vezes são atribuídas à Arthropleura, quer dizer que podia ter um antepassado no Silúrico chamado Eoarthropleura. A Arthropleura ficou extinta no início do período Pérmico(Permiano), quando o clima úmido começou a secar, destruindo as florestas tropicais do Carbonífero, e permitindo a desertificação característica do Pérmico. Devido a isto os níveis de oxigênio na atmosfera começou a descer para níveis mais modestos. Nenhum dos gigantes artrópodes poderia sobreviver à nova seca, com baixos níveis de oxigênio

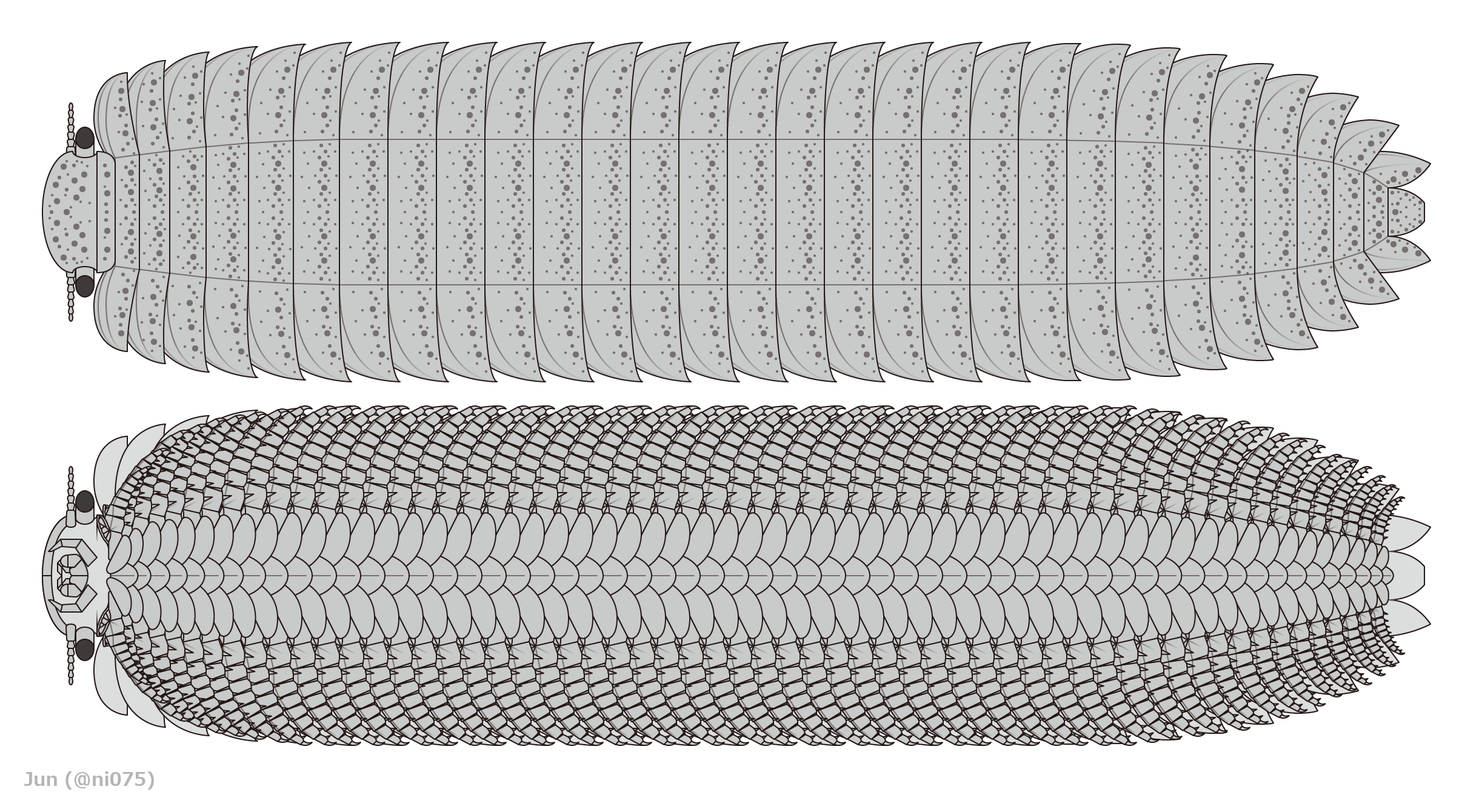
Reconstrução esquematizada de Arthropleura